# Iselin Bank
Iselin Bank är en utlöpare i Antarktis. Den ligger i havet utanför Västantarktis. Nya Zeeland gör anspråk på området. Trakten är obefolkad. Det finns inga samhällen i närheten.